# Actinopus echinus
Actinopus echinus är en spindelart som beskrevs av Cândido Firmino de Mello-Leitão 1949. 
Actinopus echinus ingår i släktet Actinopus och familjen Actinopodidae. Inga underarter finns listade i Catalogue of Life.